# Kapuas
Kapuas (indonésky Sungai Kapuas, javánsky Kali Kapuas) je největší řeka na ostrově Borneo v provincii Západní Kalimantan v Indonésii. Je také největší řekou této ostrovní země. Je 1040 km dlouhá. Povodí má rozlohu 97 000 km².

## Průběh toku
Pramení v horském hřbetu Boven Kapuas a v délce 165 km protéká horami. Na dolním toku teče převážně v bažinaté rovině. Ústí do Jihočínského moře, přičemž vytváří deltu.

## Vodní stav
Řeka má největší množství vody od dubna do listopadu, kdy nastává maximum srážek a jsou zatápěna rozsáhlá území.

## Využití
Řeka tvoří hlavní dopravní tepnu vedoucí do vnitrozemí ostrova Borneo. Využívá se k plavení dřeva a rybářství. Vodní doprava je možná do vzdálenosti 465 km do Sintangy pro lodě s ponorem 3 m a do vzdálenosti 902 km do Putussibau pro lodě s ponorem 2 m. V deltě se nachází velký přístav Pontianak.